# Paola Pezzo
Paola Pezzo (nascida em 8 de janeiro de 1969) é uma ciclista italiana, especialista em competições de montanha. Ela venceu os dois primeiros títulos Olímpicos desta disciplina em 1996 e 2000.